# Coleophora capricornis
Coleophora capricornis là một loài bướm đêm thuộc họ Coleophoridae. Nó được tìm thấy ở Namibia.